# Ludwig Mayle
Ludwig Eugen Mayle (* 21. März 1794 in Stuttgart; † 18. Januar 1874 in Mönchsdeggingen) war ein deutscher Maler der Romantik. 
Er studierte an der Münchner Kunstakademie, wo er am 6. Juli 1825 aufgenommen wurde. Er wirkte später in Oettingen und Maihingen. 1833 wurde er Zeichenlehrer an den Volksschulen des Fürstentums Oettingen-Spielberg. Von ihm sind Porträts, Landschaftsmalerei und religiöse Motive überliefert.

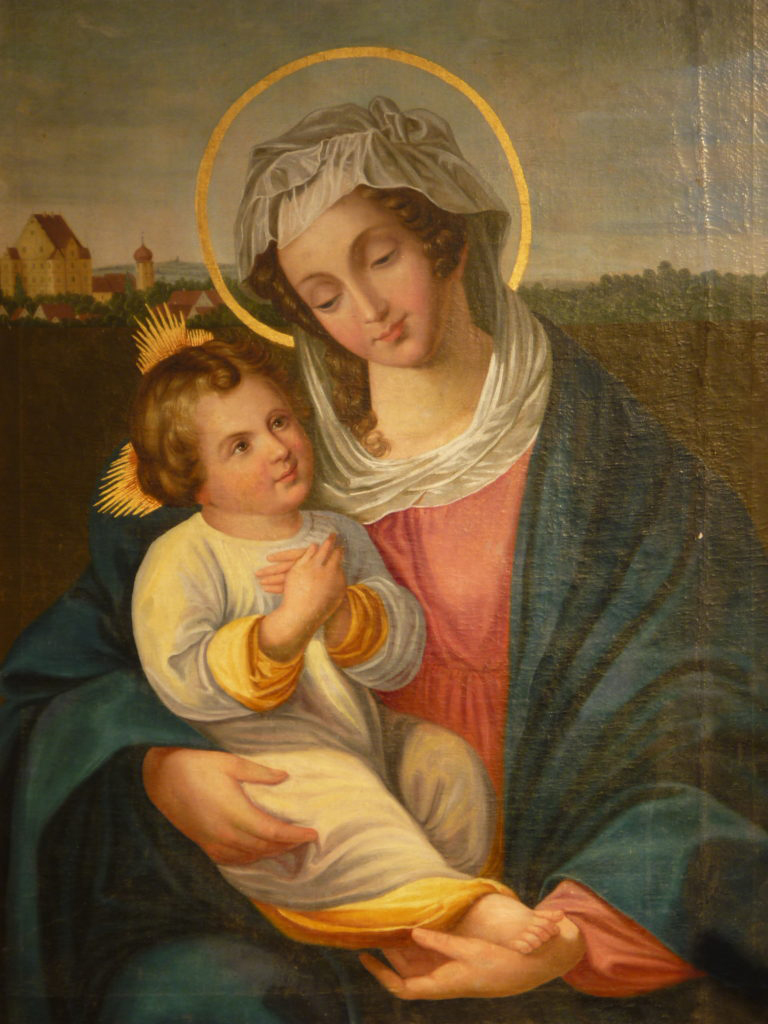
Madonne mit Kind (1838), Schlosskapelle Hirschbrunn

## Werke
- Altarbild Maria mit Kind (1838), Schlosskapelle Hirschbrunn